# Gyorsrendezés

Oszlopok magasság szerinti gyorsrendezése. A pirossal jelölt elem a támpont.

A gyorsrendezés vagy quicksort algoritmus egy tömb elemeinek sorba rendezésére. Charles Antony Richard Hoare találmánya, egyike azon rendezéseknek, amiknek a bonyolultsága átlagos esetben {\displaystyle \Theta (n\log n)}. A gyorsrendezés általában gyorsabb az egyéb {\displaystyle \Theta (n\log n)} rendezéseknél, mert a belső ciklusa a legtöbb architektúrán nagyon hatékonyan implementálható, és az adatok jellegének ismeretében az algoritmus egyes elemei megválaszthatóak úgy, hogy csak nagyon ritkán fusson négyzetes ideig.
A gyorsrendezés egy összehasonlító rendezés, és – hatékonyan implementálva – nem stabil rendezés.

## Története
A gyorsrendezést 1960-ban, az Elliott Brothers angol számítógépgyártónak dolgozva fejlesztette ki Hoare.

## Működése
A gyorsrendezés oszd meg és uralkodj elven működik: a rendezendő számok listáját két részre bontja, majd ezeket a részeket rekurzívan, gyorsrendezéssel rendezi. A felbontáshoz kiválaszt egy támpontnak nevezett elemet (más néven pivot, főelem vagy vezérelem), és particionálja a listát: a támpontnál kisebb elemeket eléje, a nagyobbakat mögéje mozgatja. Teljes indukcióval könnyen belátható, hogy ez az algoritmus helyesen működik.
Az algoritmus pszeudokódja:
```
 
function
 quicksort(array)
     
var
 
list
 less, equal, greater
     
if
 length(array) ≤ 1  
         
return
 array  
     select a pivot value 
pivot
 from array
     
for each
 x 
in
 array
         
if
 x < pivot 
then
 append x to less
         
if
 x = pivot 
then
 append x to equal
         
if
 x > pivot 
then
 append x to greater
     
return
 concatenate(quicksort(less), equal, quicksort(greater))
```

### Helyben rendező változat

Egy rövid lista helybeni rendezése. A keretes elem a támpont, a kék elemek nála kisebbek vagy egyenlőek, a pirosak pedig nagyobbak.

A fenti változat {\displaystyle \Omega (n)} tárhelyet igényel, azaz annyit, amennyit az összefésüléses rendezés. A gyorsrendezés helyben is elvégezhető: az alábbi implementációban a partition eljárás az array tömb left és right közötti elemeit a pivotIndex elem két oldalára gyűjti:
```
  
function
 partition(array, left, right, pivotIndex)
     pivotValue := array[pivotIndex]
     swap array[pivotIndex] and array[right] 
// Move pivot to end

     storeIndex := left
     
for
 i 
 from 
 left 
to
 right 
// left ≤ i 
<
 right

         
if
 array[i] ≤ pivotValue 
             swap array[i] and array[storeIndex]
             storeIndex := storeIndex + 1
     swap array[storeIndex] and array[right] 
// Move pivot to its final place

     
return
 storeIndex
```

```
 
function
 quicksort(array, left, right)
     
if
 right > left
         select a pivot index (e.g. pivotIndex := left)
         pivotNewIndex := partition(array, left, right, pivotIndex)
         quicksort(array, left, pivotNewIndex-1)
         quicksort(array, pivotNewIndex+1, right)
```

A particionálás során a sorrend megváltozik, azaz ez már nem stabil rendezés.

## Bonyolultsága
Ha minden particionálás felezné a listát, akkor a rekurziót egy {\displaystyle \log n} mélységű fával lehetne ábrázolni, és mivel a fa minden szintjén összesen {\displaystyle n} elem van (csak egyre több partícióban), az egyes szinteken a particionálásokhoz szükséges összes lépésszám {\displaystyle \Theta (n)} lenne, azaz az algoritmus összesen {\displaystyle \Theta (n\log n)} lépést igényelne. Ez általában is igaz, ha a nagyobb és a kisebb partíció aránya korlátos: ha például a kisebb partícióba mindig legalább az elemek 1%-a kerül, a fa még mindig legfeljebb {\displaystyle 100\log n} mély. A legrosszabb esetben azonban, ha az egyik lista mindig egyelemű, a fa lineáris lesz, és {\displaystyle n} mélységű, azaz összesen {\displaystyle \sum _{i=0}^{n}\Theta (n-i)=\Theta (n^{2})} lépés kell, vagyis a gyorsrendezés nem teljesít jobban, mint a beszúrásos vagy a kiválasztásos rendezés.
Ha a támpontot véletlenszerűen választjuk, akkor a várható bonyoultság mindig {\displaystyle \Theta (n\log n)} lesz: minden lépésben 50% eséllyel választunk olyan támpontot, hogy a rövidebb listába legalább az elemek negyede kerül, és legfeljebb {\displaystyle 2\log _{2}n} ilyen vágás után eljutunk az egyelemű listáig, azaz a várható mélység {\displaystyle 4\log _{2}n}. Az átlagos eset lényegében azonos ezzel: az elemek egy véletlen permutációján futtatni az algoritmust ugyanaz, mintha véletlenül választanánk.
Formálisabban, az összehasonlítások átlagos száma a következő rekurzív egyenlettel számítható:
{\displaystyle C(n)=n-1+{\frac {1}{n}}\sum _{i=0}^{n-1}(C(i)+C(n-i-1))=2n\ln n=1.39n\log _{2}n.}
ahol {\displaystyle n-1} a támpont összehasonlítása a partíció összes tőle különböző elemével, az összeg másik tagja pedig a lehetséges particionálások átlaga. Ez azt jelenti, hogy a gyorsrendezés átlagosan csak körülbelül 39%-kal lassabb, mint legjobb esetben.
A levezetés részletesebben:
{\displaystyle {\begin{aligned}C(n)&=(n-1)+C\cdot {\frac {n}{2}}+C\cdot {\frac {n}{2}}\\&=(n-1)+2C\cdot {\frac {n}{2}}\\&=(n-1)+2\left({\frac {n}{2}}-1+2C\cdot {\frac {n}{4}}\right)\\&=n+n+4C\cdot {\frac {n}{4}}-1-2\\&=n+n+n+8C\cdot {\frac {n}{8}}-1-2-4\\&=\cdots \\&=kn+2^{k}C\cdot {\frac {n}{2^{k}}}-(1+2+4+\cdots +2^{k-1}),{\mbox{ where }}\log _{2}n>k>0\\&=kn+2^{k}C\cdot {\frac {n}{2^{k}}}-2^{k}+1,\rightarrow n\log _{2}n+nC(1)-n+1.\end{aligned}}}

## Gyors kiválasztás
A gyorsrendezés alapötlete kiválasztó algoritmusoknál is alkalmazható: ha egy lista k-adik legkisebb elemét kell kiválasztani, akkor a partíciók hosszából minden lépésben meg tudjuk mondani, melyikben van, tehát elég egyszeres rekurziót használni, amiből {\displaystyle \Theta (n)} átlagos futásidő adódik. Az algoritmus módosításával a legrosszabb esetbeni {\displaystyle \Theta (n)} idő is elérhető.
A {\displaystyle \Theta (n)} lépésigényű kiválasztó algoritmust a gyorsrendezésben felhasználva választhatjuk minden lépésben a mediánt támpontnak, így a futásidő a legrosszabb esetben is {\displaystyle \Theta (n\log n)} lesz. A gyakorlatban ezt ritkán használják, mert átlagosan valamivel lassabb.

## Kapcsolat más rendezőalgoritmusokkal
A gyorsrendezés a rendezőfa egy speciális változatának is felfogható: ahelyett, hogy sorban beszúrnánk az elemeket egy fába, a rekurzív hívások adják a fastruktúrát.
A gyorsrendezés két fő vetélytársa a kupacrendezés és az összefésüléses rendezés. Mindkettő átlagos és legrosszabb esetben is {\displaystyle \Theta (n\log n)} lépésigényű. Az összefésüléses rendezés stabil, és nagyon hatékony láncolt listákon és lassú elérésű tárban (például a merevlemezen) tárolt listákon, de tömbökön nagy a helyigénye. A kupacrendezésnek kisebb a helyigénye, mint a gyorsrendezésnek, de átlagban valamivel lassabb.